# Dedy Jaya Siregar
Dedy Jaya Siregar (sinh ngày 8 tháng 10 năm 1992) là một cầu thủ bóng đá người Indonesia hiện tại thi đấu cho Persiwa Wamena ở Indonesia Super League.